# Skate Canada International de 2011
O Skate Canada International de 2011 foi a trigésima oitava edição do Skate Canada International, um evento anual de patinação artística no gelo organizado pelo Skate Canada, e que fez parte do Grand Prix de 2011–12. A competição foi disputada entre os dias 27 de outubro e 30 de outubro, na cidade de Mississauga, Ontário, Canadá.

## Eventos
- Individual masculino
- Individual feminino
- Duplas
- Dança no gelo

## Medalhistas
| Evento                        | Ouro                                        | Prata                                 | Bronze                                  |
| Individual masculino detalhes | Patrick Chan · Canadá                       | Javier Fernández · Espanha            | Daisuke Takahashi · Japão               |
| Individual feminino detalhes  | Elizaveta Tuktamysheva · Rússia             | Akiko Suzuki · Japão                  | Ashley Wagner · Estados Unidos          |
| Duplas detalhes               | Tatiana Volosozhar · Maxim Trankov · Rússia | Sui Wenjing · Han Cong · China        | Meagan Duhamel · Eric Radford · Canadá  |
| Dança no gelo detalhes        | Tessa Virtue · Scott Moir · Canadá          | Kaitlyn Weaver · Andrew Poje · Canadá | Anna Cappellini · Luca Lanotte · Itália |

## Resultados

### Individual masculino
| Pos.              | Nome                 | Nacionalidade  | Pontos | PC         | PL         |
| ----------------- | -------------------- | -------------- | ------ | ---------- | ---------- |
| Medalha de ouro   | Patrick Chan         | Canadá         | 253.74 | 83.28 (3)  | 170.46 (1) |
| Medalha de prata  | Javier Fernández     | Espanha        | 250.33 | 84.71 (1)  | 165.62 (2) |
| Medalha de bronze | Daisuke Takahashi    | Japão          | 237.87 | 84.66 (2)  | 153.21 (3) |
| 4                 | Adam Rippon          | Estados Unidos | 217.97 | 72.89 (4)  | 145.08 (4) |
| 5                 | Denis Ten            | Cazaquistão    | 212.39 | 71.40 (5)  | 140.99 (6) |
| 6                 | Ross Miner           | Estados Unidos | 202.36 | 60.83 (9)  | 141.53 (5) |
| 7                 | Andrei Rogozine      | Canadá         | 193.40 | 67.28 (6)  | 126.12 (7) |
| 8                 | Kevin van der Perren | Bélgica        | 179.21 | 64.01 (8)  | 115.20 (8) |
| 9                 | Alexander Majorov    | Suécia         | 177.84 | 65.14 (7)  | 112.70 (9) |
| 10                | Elladj Baldé         | Canadá         | 151.57 | 55.99 (10) | 95.58 (10) |

### Individual feminino
| Pos.              | Nome                   | Nacionalidade  | Pontos | PC         | PL         |
| ----------------- | ---------------------- | -------------- | ------ | ---------- | ---------- |
| Medalha de ouro   | Elizaveta Tuktamysheva | Rússia         | 177.38 | 59.57 (1)  | 117.81 (2) |
| Medalha de prata  | Akiko Suzuki           | Japão          | 172.26 | 52.82 (4)  | 119.44 (1) |
| Medalha de bronze | Ashley Wagner          | Estados Unidos | 165.48 | 54.50 (2)  | 110.98 (3) |
| 4                 | Alena Leonova          | Rússia         | 152.22 | 49.75 (7)  | 102.47 (4) |
| 5                 | Mirai Nagasu           | Estados Unidos | 151.72 | 52.73 (5)  | 98.99 (5)  |
| 6                 | Amélie Lacoste         | Canadá         | 146.40 | 50.60 (6)  | 95.80 (6)  |
| 7                 | Cynthia Phaneuf        | Canadá         | 140.70 | 48.70 (8)  | 92.00 (7)  |
| 8                 | Sarah Hecken           | Alemanha       | 130.71 | 44.50 (10) | 86.21 (8)  |
| 9                 | Adriana DeSanctis      | Canadá         | 129.48 | 47.14 (9)  | 82.34 (9)  |
| 10                | Rachael Flatt          | Estados Unidos | 128.22 | 54.23 (3)  | 73.99 (10) |

### Duplas
| Pos.              | Nome                                    | Nacionalidade | Pontos | PC        | PL         |
| ----------------- | --------------------------------------- | ------------- | ------ | --------- | ---------- |
| Medalha de ouro   | Tatiana Volosozhar / Maxim Trankov      | Rússia        | 201.38 | 70.42 (1) | 130.96 (1) |
| Medalha de prata  | Sui Wenjing / Han Cong                  | China         | 180.82 | 59.23 (4) | 121.59 (2) |
| Medalha de bronze | Meagan Duhamel / Eric Radford           | Canadá        | 174.84 | 62.37 (2) | 112.47 (3) |
| 4                 | Narumi Takahashi / Mervin Tran          | Japão         | 169.41 | 60.60 (3) | 108.81 (5) |
| 5                 | Lubov Iliushechkina / Nodari Maisuradze | Rússia        | 165.17 | 58.14 (5) | 107.03 (6) |
| 6                 | Jessica Dubé / Sébastien Wolfe          | Canadá        | 158.44 | 53.23 (6) | 105.21 (7) |
| 7                 | Yu Xiaoyu / Jin Yang                    | China         | 158.36 | 49.28 (8) | 109.08 (4) |
| 8                 | Paige Lawrence / Rudi Swiegers          | Canadá        | 153.96 | 50.11 (7) | 103.85 (8) |

### Dança no gelo
| Pos.              | Nome                                    | Nacionalidade  | Pontos | PC        | PL         |
| ----------------- | --------------------------------------- | -------------- | ------ | --------- | ---------- |
| Medalha de ouro   | Tessa Virtue / Scott Moir               | Canadá         | 178.34 | 71.61 (1) | 106.73 (1) |
| Medalha de prata  | Kaitlyn Weaver / Andrew Poje            | Canadá         | 155.99 | 63.31 (2) | 92.68 (3)  |
| Medalha de bronze | Anna Cappellini / Luca Lanotte          | Itália         | 154.87 | 61.92 (3) | 92.95 (2)  |
| 4                 | Madison Chock / Evan Bates              | Estados Unidos | 135.10 | 51.24 (6) | 84.67 (4)  |
| 5                 | Ekaterina Riazanova / Ilia Tkachenko    | Rússia         | 132.36 | 54.94 (4) | 77.42 (5)  |
| 6                 | Ekaterina Pushkash / Jonathan Guerreiro | Rússia         | 126.63 | 51.24 (5) | 75.39 (6)  |
| 7                 | Tarrah Harvey / Keith Gagnon            | Canadá         | 122.80 | 49.65 (7) | 73.15 (7)  |

## Quadro de medalhas
| Ordem | País           | Medalha de ouro | Medalha de prata | Medalha de bronze |    | Ordem por total |
| ----- | -------------- | --------------- | ---------------- | ----------------- | -- | --------------- |
| 1     | Canadá         | 2               | 1                | 1                 | 4  | 1               |
| 2     | Rússia         | 2               |                  |                   | 2  | 2               |
| 3     | Japão          |                 | 1                | 1                 | 2  | 2               |
| 4     | China          |                 | 1                |                   | 1  | 4               |
| 4     | Espanha        |                 | 1                |                   | 1  | 4               |
| 6     | Estados Unidos |                 |                  | 1                 | 1  | 4               |
| 6     | Itália         |                 |                  | 1                 | 1  | 4               |
| TOTAL | TOTAL          | 4               | 4                | 4                 | 12 | —               |